# رحلة النسر (رواية)
رحلة النسر (بالسويدية: Ingenjör Andrées luftfärd)‏ أو «رحلة المهندس أندريه» هي رواية للكاتب السويدي بير أولوف سوندمان، صدرت عام 1967 وفازت بجائزة مجلس الشمال للأدب في عام 1968.
تحكي الرواية عن رحلة سالومون أغسطس أندريه بالمنطاد لاستكشاف القطب الشمالي.

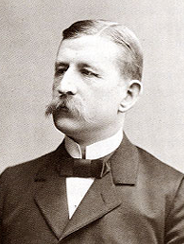
إس .أى أندريه (1854–97).